# Nili Perdomo
Francisco José Perdomo Borges (nascut el 18 de febrer de 1994), conegut comunament com a Nili, és un futbolista professional canari que juga al Levadiakos FC. Juga principalment com a lateral dret, que també pot jugar com a extrem.